# Old Faithful

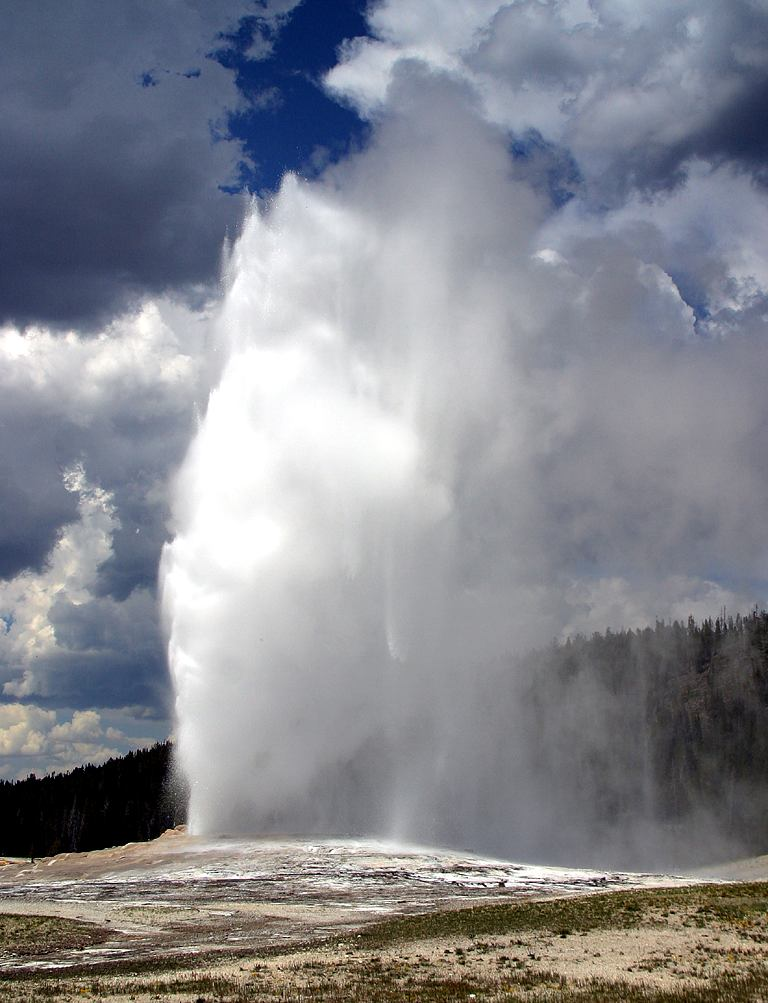
Výtrysk gejzíru Old Faithful

Old Faithful je pravděpodobně nejznámější gejzír na světě nacházející se v oblasti Yellowstonského národního parku ve státě Wyoming, USA. Svůj název gejzír dostal již v roce 1870 a stal se tak prvním gejzírem, který byl v parku pojmenován.
Během výtrysku je voda vyzdvižena do výšky mezi 32 až 56 metry s průměrnou výškou 44 metrů každých 45 až 125 minut, v průměru každých 90 minut. Doba jednotlivého výtrysku se pohybuje mezi 1,5 minutou až po 5 minut.
Termální vlastnosti se neustále mění a je možné, že Old Faithful jednoho dne přestane erupovat. Gejzíry a další termální prvky jsou důkazem sopečné aktivity pod povrchem a změny jsou součástí tohoto přirozeného systému. Yellowstone zachovává a chrání přirozené geologické procesy, aby se návštěvníci mohli i nadále těšit z tohoto přírodního systému.